# André Loureiro
André Loureiro (Montes Claros, 20 de novembro de 1951 — São Paulo, 19 de março de 1996) foi um ator brasileiro.
Cursou o Teatro Universitário pela Universidade Federal de Minas Gerais, de onde saiu já com o prêmio de Ator Revelação em sua primeira peça profissional interpretando o papel Eufêmia no texto "O Patinho Torto". Em seguida passou dois anos em Nova York (1974/75) estudando no Lee Strasberg Actor Studio de onde veio diretamente para São Paulo onde deslanchou sua carreira teatral.

## Trabalhos na televisão
- 1976 Xeque-Mate (telenovela)
- 1979 Cara a Cara (telenovela) - Johnny
- 1982 Os Imigrantes
- 1983 Anjo Maldito
- 1985 Jogo do Amor
- 1990- Boca do Lixo (minissérie) - amigo de Henrique
- 1995/96 - Sangue do Meu Sangue

## Trabalhos no cinema
- 1982 Excitação Diabólica
- 1983 Os Pivetes de Kátia
- 1984 Caçadas Eróticas
- 1984 Volúpia de Mulher
- 1989 Atração Satânica